# Das ist nicht die ganze Wahrheit...
Das ist nicht die ganze Wahrheit [Esta no es la completa verdad...] es el séptimo álbum de Die Ärzte. 
Es una especie de canción oculta, no listada en el reverso de CD, ni trae la letra en el cancionero.

## Canciones
1. Ohne Dich [Sin ti](Urlaub/Urlaub) - 2:49
2. Baby, ich tu's [Baby, lo haré] (Felsenheimer/Felsenheimer) - 3:00
3. Komm zurück [Regresa] (Urlaub/Urlaub) - 3:33
4. Wilde Welt [Mundo salvaje] (Felsenheimer/Felsenheimer) - 2:51
5. Westerland [Tierra del oeste] (Urlaub/Urlaub) - 3:41
6. Ich will Dich [Te quiero (materialmente)] (Felsenheimer/Felsenheimer) - 2:18
7. Elke (Urlaub/Urlaub) - 3:22
8. Ich ess' Blumen [Yo como flores] (Felsenheimer/Felsenheimer) - 3:44
9. Außerirdische [Extraterrestre] (Urlaub/Urlaub) - 2:45
10. Die Siegerin [La ganadora] (Felsenheimer/Felsenheimer) - 3:10
11. Bitte bitte [Por favor, por favor] (Urlaub/Urlaub) - 3:17
12. Popstar [Estrella pop] (Felsenheimer/Felsenheimer) - 3:12
13. Gute Zeit [Buen tiempo] (Felsenheimer/Felsenheimer) - 3:41
14. (Urlaub/Urlaub) - 1:48

## Sencillos
- 1988: Ich ess' Blumen
- 1988: Westerland
- 1989: Bitte bitte

- Datos: Q44644